# Liste der Monuments historiques in Île-aux-Moines
Die Liste der Monuments historiques in Île-aux-Moines führt die Monuments historiques in der französischen Gemeinde Île-aux-Moines auf.

## Liste der Bauwerke
| Bezeichnung           | Beschreibung | Standort            | Kennzeichnung | Schutzstatus | Datum | Bild |
| --------------------- | ------------ | ------------------- | ------------- | ------------ | ----- | ---- |
| Cromlech von Kergonan |              | Kergonan (Lage)     | PA00091302    | Classé       | 1862  |      |
| Dolmen von Penhap     |              | Er Golo Taul (Lage) | PA00091303    | Classé       | 1979  |      |